# Dante (Virginie)
 (mars 2025).
Pour les articles homonymes, voir Dante (homonymie).
Dante est une census-designated place située dans les comtés de Russell et de Dickenson, dans l’État de Virginie, aux États-Unis. Lors du recensement de 2020, elle comptait 572 habitants.